# Salvador Távora
Salvador Távora Triano (Sevilla, 3 d'abril de 1930 - Sevilla, 8 de febrer de 2019) fou un actor i director teatral andalús, renovador del teatre independent andalús, entroncant-lo amb el món del flamenc.
Távora nasqué en una família humil en un barri popular de Sevilla, El Cerro del Águila. Visqué totes les dificultats de la guerra i la postguerra. Va fer un aprenentatge com a soldador i treballà en una fàbrica. També arribà a tenir alguna activitat com a novillero. En el barri visqué el flamenc i comprovà que la visió folklòrica que l'acompanyava no estava d'acord amb la realitat social d'Andalusia. Això el feu iniciar la recerca d'una nova forma d'expressió, que topà tant amb la censura com amb les cases discogràfiques.
Com a resultat, a finals del 1971 concep l'espectacle Quejío, que va presentar amb La Cuadra de Sevilla el 1972. Amb aquesta companyia presentà moltes obres, caracteritzades per l'expressió plàstica i visualitat per sobre del text i la presència constant del flamenc. En les seves obres introduí el valor poètic de les màquines i algunes foren concebudes per ser presentades en places de toros i amb la presència d'animals (com Carmen), cosa que xocà amb la legislació d'algunes comunitats autònomes.

## Obres
Produí fins a 26 obres, entre les quals destaquen
- Quejío (1972); reposició el 2017, als 45 anys de l'estrena
- Andalucía amarga (1979)
- Nanas de espinas (1982)
- Alhucema
- Les Bacantes (1987) d'Eurípides
- Picasso andaluz (1992)
- Identidades (1994)
- Carmen (1996)
- Don Juan en los ruedos (2000)
- Imágenes andaluzas para Carmina Burana (2003)
- Flamenco para la Traviata
- Yerma, mater (2005)
- Réquiem

## Honors
Távora fou premiat amb la Medalla de Oro al Mérito en las Bellas Artes el 1986 i el premi Andalucía de Teatro el 1990. La Cuadra de Sevilla, i ell com a director, rebé el 1997 la Creu de Sant Jordi. També fou nomenat fill predilecte de Sevilla el mateix any. Rebé el premi "MAX d'honor" de la SGAE el 2017.